# 링컨 기념관

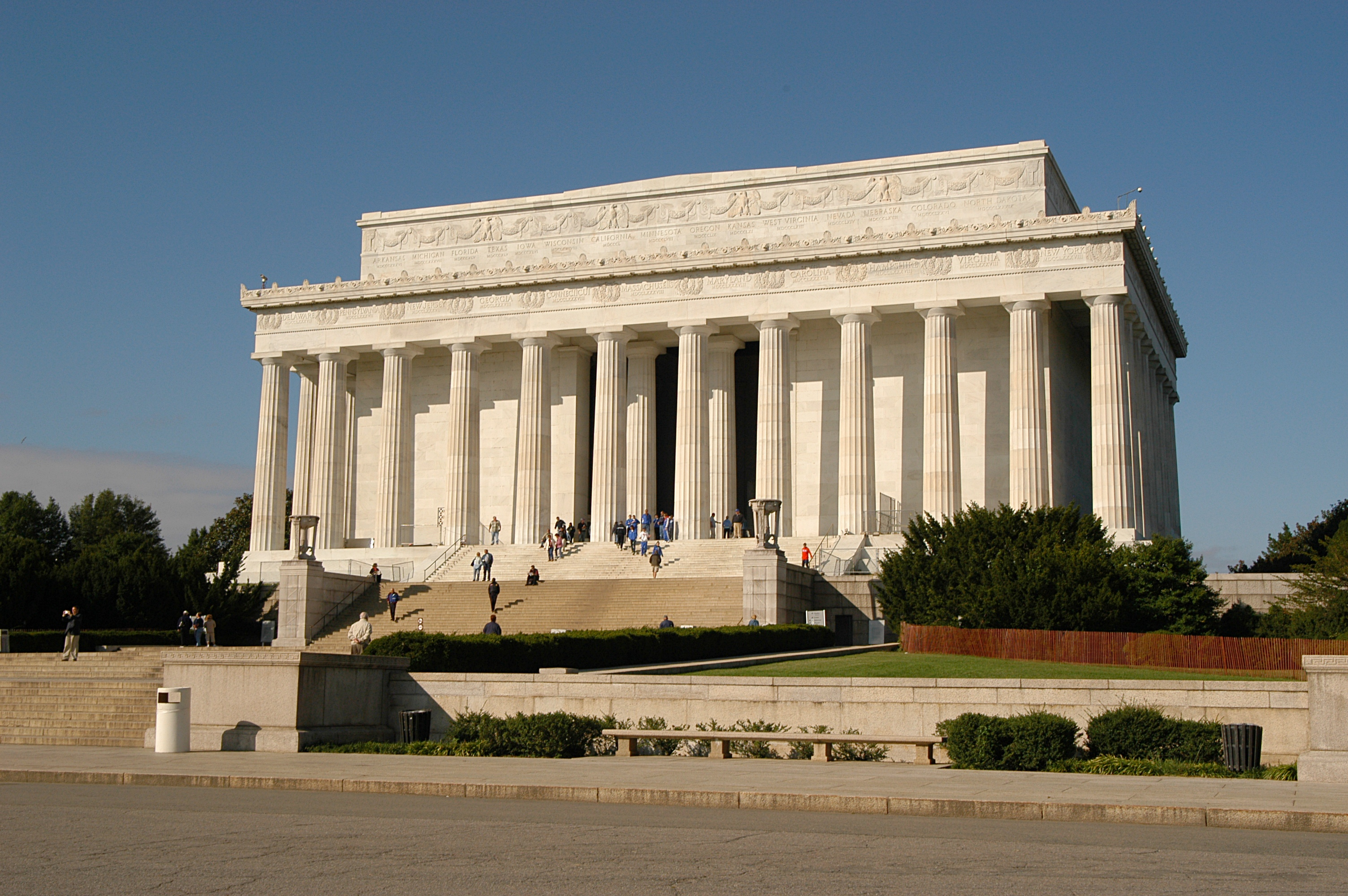
링컨 기념관. 워싱턴 D.C.에서 1915년 착공, 1922년 건립

링컨 기념관(영어: Lincoln Memorial)은 미국의 수도 워싱턴 D.C.에 있는 미국의 국가 기념관으로 제 16대 대통령인 에이브러햄 링컨(Abraham Lincoln)을 기념하기 위해 지었고, 1922년 5월에 헌정되었다. 워싱턴 기념탑 건너편, 내셔널 몰의 서쪽 끝에 있다. 이 링컨 기념관은 많은 사람이 찾는 중요한 관광지로, 1930년부터는 인권이나 인종 관계의 상징적인 중심이 되어왔다.
건물 내부에는 대형 에이브러햄 링컨의 좌상 동상과 함께 링컨 대통령의 게티즈버그 연설문과 그의 두 번째 취임식 연설문이 새겨져 있다. 또한 이 기념관은 1963년 8월 28일, 마틴 루터 킹(Martin Luther King Jr.)이 일자리와 자유를 위한 워싱턴 인권 궐기 대회의 마지막 날에 연설했던 "나는 꿈이 있습니다"를 포함한 유명한 연설 장소로도 잘 알려져 있다.
도리스 양식과 신고전주의 양식으로 세운 이 기념관은 건축가 헨리 베이컨(Henry Bacon)이 설계했다. 또한 기념관 내부 중앙에 자리한 거대한 에이브러햄 링컨 동상은 1920년에 미국인 조각가인 대니얼 체스터 프렌치(Daniel Chester French)가 디자인하고 피치릴리 형제가 조각했으며, 실내벽화를 그린 화가는 쥘 게린(Jules Guerin)이다.
베트남 참전용사 추모비, 한국전 참전용사 추모비, 제2차 세계 대전 기념비등을 포함한 링컨 기념관 주위의 다른 기념관들은 내셔널 몰과 미국 연방정부 국립공원관리소 단체에 의해 운영되고 있다. 이 기념관은 1966년 10월 15일부터 국가사적에 등록되었고 2007년 미국 건축가 협회가 선정한 미국인이 가장 좋아하는 건축물 중 7위를 차지했다.
이 링컨 기념관은 매일, 24시간 대중에게 개방되며 연중 7만명 이상의 관광객이 방문하고 있다.